# Список падишахів Могольської імперії

Прапор Могольської імперії

Спи́сок падиша́хів Мого́льської імпе́рії — хронологічний перелік верховних правителів з династії Бабурідів (гілка Тимуридів), які очолювали імперію Великих Моголів від 1526 до 1540 і від 1555 до 1857 року.
1526 року представник ферганської гілки Тимуридів — Захір ад-Дін Мухаммад Бабур — заснував на території Східного Афганістану і Північної Індії державу, яка згодом отримала назву імперії Великих Моголів (Могольська імперія). Бабур прийняв пишний титул ас-Султан аль-Азам ва-л-Хакан аль-Муккаррам Падшах-і-Газі, основною складовою якого був стародавній перський титул падишах (падшах), який використовували всі наступники Бабура аж до 1857 року.
Син і спадкоємець Бабура, падишах Хумаюн, не зумів зберегти владу над територією, завойованою його батьком, і 1540 року мусив поступитися Північною Індією афганській династії Сурідів. Через 15 років, однак, Хумаюну вдалося повернути собі владу над Північною Індією і відновити державу Великих Моголів. Наступні 150 років стали періодом небаченого розквіту і могутності держави Бабурідів.
Після періоду правління падишаха Аламгіра I (Аурангзеба) (пом. 1707) Імперія починає занепадати, що виражається в поступовому збільшенні автономності регіональних правителів (субадарів), появі на території імперії нових могутніх етнополітичних утворень (насамперед, Маратської конфедерації) і неухильному зменшенні фактичної влади падишаха. Наслідком цього стали частіша зміна падишахів на престолі Могольської імперії, почастішання династичних чвар і періодична поява декількох претендентів на трон падишаха. Якщо за перші 170 років на престолі Бабурідів змінилося 6 падишахів, то за наступні 150 років (1707—1857) на троні побувало вже 14 падишахів.
До переліку включено як загальновизнаних правителів, коронованих падишахами Могольської імперії, так і претендентів з роду Бабурідів, які заявляли свої претензії на престол і проголошувалися падишахами, але так і не зуміли утвердитися на троні (останніх виділено сріблястим кольором).

## Перелік падишахів
| Портрет                                                                                             | Титулатура і тронне ім'я | Правив                | Правив                | Особисте ім'я/ дати життя                                              | Батьки                                                                                        | Місце поховання       |
| Портрет                                                                                             | Титулатура і тронне ім'я | від                   | до                    | Особисте ім'я/ дати життя                                              | Батьки                                                                                        | Місце поховання       |
| --------------------------------------------------------------------------------------------------- | --- | --------------------- | --------------------- | ---------------------------------------------------------------------- | --------------------------------------------------------------------------------------------- | --------------------- |
| | ас-Султан аль-Азам ва-л-Хакан аль-Мукаррам Захір ад-дін Мухаммад Джалал ад-дін Бабур, Падшах-і-Газі | 30.04.1526            | 26.12.1530            | Захір ад-дін Мухаммад Бабур (14.02.1483 — 26.12.1530)                  | Умар-Шейх-мірза (1456—8.06.1494), праправнук Тамерлана, амір Фергани                          |                       |
| Кутлуг-Нігар-ханим (1459—1505), донька хана Могулістану Юнус-хана                                   | ас-Султан аль-Азам ва-л-Хакан аль-Мукаррам Захір ад-дін Мухаммад Джалал ад-дін Бабур, Падшах-і-Газі | 30.04.1526            | 26.12.1530            | Захір ад-дін Мухаммад Бабур (14.02.1483 — 26.12.1530)                  |                                                                                               |                       |
| | ас-Султан аль-Азам ва-л-Хакан аль-Мукаррам, Джам-і-Султанат-і-хакікі ва-Маджазі, Саїд ас-Салатін, Абуль-Музаффар Насір ад-дін Мухаммад Хумаюн, Падшах-і-Газі, Зіллуллах | 26.12.1530 22.02.1555 | 17.05.1540 27.01.1556 | Насір ад-дін Мухаммад Хумаюн (6.03.1508 — 27.01.1556)                  | Бабур (1483—1530) падишах Могольської імперії                                                 |                       |
| Махам-бегум, донька шиїтського шейха Ахмада з Торбете-Джама, родичка Хусейна Байкари                | ас-Султан аль-Азам ва-л-Хакан аль-Мукаррам, Джам-і-Султанат-і-хакікі ва-Маджазі, Саїд ас-Салатін, Абуль-Музаффар Насір ад-дін Мухаммад Хумаюн, Падшах-і-Газі, Зіллуллах | 26.12.1530 22.02.1555 | 17.05.1540 27.01.1556 | Насір ад-дін Мухаммад Хумаюн (6.03.1508 — 27.01.1556)                  |                                                                                               |                       |
| | ас-Султан аль-Азам ва-л-Хакан аль-Мукаррам, Імам-і-Аділь, Султан аль-Іслам Каффатт аль-Анам, Амір аль-Мумінін, Малік-і-Хіндустан, Халіфат аль-Мутаалі, Абуль-Фатх Джалал ад-дін Мухаммад Акбар I, Сахіб-і-Заман, Падшах-і-Газі, Зіллуллах, Шаханшах-і-Султанат-уль-Хіндія-ва-л-Мугхалія | 27.01.1556            | 27.10.1605            | Джалал ад-дін Мухаммад Акбар (14.10.1542 — 17.10.1605)                 | Хумаюн (1508—1556) падишах Могольської імперії                                                |                       |
| Хаміда Бану-бегум (1527—1604), донька перського шиїтського шейха Алі-Акбара Джамі                   | ас-Султан аль-Азам ва-л-Хакан аль-Мукаррам, Імам-і-Аділь, Султан аль-Іслам Каффатт аль-Анам, Амір аль-Мумінін, Малік-і-Хіндустан, Халіфат аль-Мутаалі, Абуль-Фатх Джалал ад-дін Мухаммад Акбар I, Сахіб-і-Заман, Падшах-і-Газі, Зіллуллах, Шаханшах-і-Султанат-уль-Хіндія-ва-л-Мугхалія | 27.01.1556            | 27.10.1605            | Джалал ад-дін Мухаммад Акбар (14.10.1542 — 17.10.1605)                 |                                                                                               |                       |
| | ас-Султан аль-Азам ва-л-Хакан аль-Мукаррам, Хушру-і-Гіті Панах, Абуль-Фатх Нур ад-дін Мухаммад Джахангир, Падшах-і-Газі | 15.10.1605            | 8.11.1627             | Нур ад-дін Мухаммад Салім (30.08.1569 — 8.11.1627)                     | Акбар I (1542—1605) падишах Могольської імперії                                               |                       |
| Маріам уз-Замані (1542—1623), дочь раджи Дхундхара Бхармала                                         | ас-Султан аль-Азам ва-л-Хакан аль-Мукаррам, Хушру-і-Гіті Панах, Абуль-Фатх Нур ад-дін Мухаммад Джахангир, Падшах-і-Газі | 15.10.1605            | 8.11.1627             | Нур ад-дін Мухаммад Салім (30.08.1569 — 8.11.1627)                     |                                                                                               |                       |
| | Давар Бахш Бахадур Булакі Падшах-і-Газі | 12.11.1627            | 30.12.1627            | Султан Давар Бахш Бахадур (1603 — 2.02.1628)                           | Шахзаде Султан Хусрау-мірза (1587—1622), 1-й син падишаха Джаханґіра                          | Невідомо              |
| Ім'я невідоме, донька субадара Азам-Хана Мирзи-Азіза Коки                                           | Давар Бахш Бахадур Булакі Падшах-і-Газі | 12.11.1627            | 30.12.1627            | Султан Давар Бахш Бахадур (1603 — 2.02.1628)                           |                                                                                               | Невідомо              |
| | Шаханшах ас-Султан аль-Азам ва-л-Хакан аль-Мукаррам, Малік-уль-Султанат, Ала Хазрат Абуль-Музаффар Шихаб ад-дін Мухаммад Шах Джахан I, Сахіб-і-Кіран-і-Сані, Падшах-і-Газі, Зіллуллах, Шаханшах-і-Султанат-уль-Хіндія-ва-л-Мугхалія                                                     | 30.12.1627            | 8.03.1658             | Шахаб ад-дін Мухаммад Хюррам (5.01.1592 — 22.01.1666)                  | Джаханґір (1569—1627) падишах Могольської імперії                                             |                       |
| Тадж-Бібі Білкіс-Макані (1573—1619), донька раджі Марвара Шрі Удай Сингхджі Сахіба Бахадура         | Шаханшах ас-Султан аль-Азам ва-л-Хакан аль-Мукаррам, Малік-уль-Султанат, Ала Хазрат Абуль-Музаффар Шихаб ад-дін Мухаммад Шах Джахан I, Сахіб-і-Кіран-і-Сані, Падшах-і-Газі, Зіллуллах, Шаханшах-і-Султанат-уль-Хіндія-ва-л-Мугхалія                                                     | 30.12.1627            | 8.03.1658             | Шахаб ад-дін Мухаммад Хюррам (5.01.1592 — 22.01.1666)                  |                                                                                               |                       |
| | Абуль-Фауз Насір ад-дін Мухаммад Тимур III Іскандер II Сахіб-і-Кіран-і-Сані Шах Шуджа Падшах-і-Газі | 11.1657               | 12.05.1660            | Султан Мухаммад Шах Шуджа Бахадур (23.06.1616 — 7.02.1661)             | Шах Джахан I (1592—1666) падишах Могольської імперії                                          | Невідомо              |
| Мумтаз-Махал (1593—1631), донька намісника Лахора Асаф-хана                                         | Абуль-Фауз Насір ад-дін Мухаммад Тимур III Іскандер II Сахіб-і-Кіран-і-Сані Шах Шуджа Падшах-і-Газі | 11.1657               | 12.05.1660            | Султан Мухаммад Шах Шуджа Бахадур (23.06.1616 — 7.02.1661)             |                                                                                               | Невідомо              |
| | Абуль-Музаффар Мурраввидж ад-дін Мухаммад Мурад Бахш Шах Мухаммад Сікандар Падшах-і-Газі | 30.11.1657            | 7.07.1658             | Султан Мухаммад Мурад Бахш Бахадур (9.10.1624 — 14.12.1661)            | Шах Джахан I (1592—1666) падишах Могольської імперії                                          |                       |
| Мумтаз-Махал (1593—1631), донька намісника Лахора Асаф-хана                                         | Абуль-Музаффар Мурраввидж ад-дін Мухаммад Мурад Бахш Шах Мухаммад Сікандар Падшах-і-Газі | 30.11.1657            | 7.07.1658             | Султан Мухаммад Мурад Бахш Бахадур (9.10.1624 — 14.12.1661)            |                                                                                               |                       |
| | ас-Султан аль-Азам ва-л-Хакан аль-Мукаррам, Хазрат Абуль-Музаффар Мух'ї ад-дін Мухаммад Аурангзеб Бахадур Аламгір I, Падшах-і-Газі, Шаханшах-і-Султанат-уль-Хіндія-ва-л-Мугхалія | 31.07.1658            | 3.03.1707             | Муні уд-дін Мухаммад Аурангзеб (4.11.1618 — 3.03.1707)                 | Шах Джахан I (1592—1666) падишах Могольської імперії                                          |                       |
| Мумтаз-Махал (1593—1631), донька намісника Лахора Асаф-хана                                         | ас-Султан аль-Азам ва-л-Хакан аль-Мукаррам, Хазрат Абуль-Музаффар Мух'ї ад-дін Мухаммад Аурангзеб Бахадур Аламгір I, Падшах-і-Газі, Шаханшах-і-Султанат-уль-Хіндія-ва-л-Мугхалія | 31.07.1658            | 3.03.1707             | Муні уд-дін Мухаммад Аурангзеб (4.11.1618 — 3.03.1707)                 |                                                                                               |                       |
| | Падшах-і-Мумалік Абуль-Файз Кутб ад-дін Мухаммад Азам Шах-і-Алі Джах Газі | 14.03.1707            | 8.06.1707             | Кутб ад-дін Мухаммад Азам (28.06.1653 — 8.06.1707)                     | Аламгір I (1618—1707) падишах Могольської імперії                                             |                       |
| Ділрас Бану-бегум (1622—1657), донька субадара Малави, Ауду і Гуджарату Мірзи Баді уз-Замана Сефеві | Падшах-і-Мумалік Абуль-Файз Кутб ад-дін Мухаммад Азам Шах-і-Алі Джах Газі | 14.03.1707            | 8.06.1707             | Кутб ад-дін Мухаммад Азам (28.06.1653 — 8.06.1707)                     |                                                                                               |                       |
| | Падшах Мухаммад Кам Бахш-і-Дінпанах | 04.1707               | 13.01.1709            | Султан Мухаммад Кам Бахш Бахадур (6.03.1667 — 14.01.1709)              | Аламгір I (1618—1707) падишах Могольської імперії                                             |                       |
| Удайпурі Махал Сахіба, уроджена Удайпурі Бай                                                        | Падшах Мухаммад Кам Бахш-і-Дінпанах | 04.1707               | 13.01.1709            | Султан Мухаммад Кам Бахш Бахадур (6.03.1667 — 14.01.1709)              |                                                                                               |                       |
| | Сахіб-і-Кіран Муаззам Шах Аламгір Сані Абу-н-Насір Саїд Кутб ад-дін Абуль-Музаффар Мухаммад Муаззам Шах Алам I Бахадур Шах I Падшах-і-Газі | 19.06.1707            | 27.02.1712            | Кутб ад-дін Мухаммад Муаззам (14.10.1643 — 27.02.1712)                 | Аламгір I (1618—1707) падишах Могольської імперії                                             |                       |
| Рахмат ан-Ніса Наваб Бай-бегум Сахіба (пом. 1691), донька раджі князівства Раджаурі з клану Джаррал | Сахіб-і-Кіран Муаззам Шах Аламгір Сані Абу-н-Насір Саїд Кутб ад-дін Абуль-Музаффар Мухаммад Муаззам Шах Алам I Бахадур Шах I Падшах-і-Газі | 19.06.1707            | 27.02.1712            | Кутб ад-дін Мухаммад Муаззам (14.10.1643 — 27.02.1712)                 |                                                                                               |                       |
| | Шаханшах-і-Газі Абуль-Фатх Муїзз ад-дін Мухаммад Джахандар Шах Сахіб-і-Кіран Падшах-і-Джахан Шаханшах-і-Газі | 27.02.1712            | 11.01.1713            | Муїзз ад-дін Мухаммад Джахандар Шах (9.05.1661 — 11.02.1713)           | Бахадур-шах I (1643—1712) падишах Могольської імперії                                         |                       |
| Нізам Бай Сахіба (пом. 1692), донька субадара Хайдарабаду Фатха Явара Джанг-Бахадура                | Шаханшах-і-Газі Абуль-Фатх Муїзз ад-дін Мухаммад Джахандар Шах Сахіб-і-Кіран Падшах-і-Джахан Шаханшах-і-Газі | 27.02.1712            | 11.01.1713            | Муїзз ад-дін Мухаммад Джахандар Шах (9.05.1661 — 11.02.1713)           |                                                                                               |                       |
| | Абуль-Музаффар Муїн ад-дін Мухаммад Шах Фарук Сіяр Алім Акбар Сані Вала Шан Падшах-і-Бахр-у-Бар | 11.01.1713            | 28.02.1719            | Муїн ад-дін Мухаммад Фарук-сіяр (20.08.1685 — 19.04.1719)              | Шахзаде Азім уш-Шан (1664—1712) субадар Бенгалії (1697—1712), 2-й син падишаха Бахадур-шаха I |                       |
| Сахіба Нізван, сестра субадара Кашміру Шаїста-Хана Хаджі-Інаятуллаха                                | Абуль-Музаффар Муїн ад-дін Мухаммад Шах Фарук Сіяр Алім Акбар Сані Вала Шан Падшах-і-Бахр-у-Бар | 11.01.1713            | 28.02.1719            | Муїн ад-дін Мухаммад Фарук-сіяр (20.08.1685 — 19.04.1719)              |                                                                                               |                       |
| | Абуль-Баракат Султан Шамс ад-дін Мухаммад Рафі-уд-Дараджат Падшах-і-Газі, Шаханшах-і-Бахр-у-Бар | 28.02.1719            | 6.06.1719             | Рафи-уд-Дараджат Шамс ад-дін Мухаммад-мірза (30.11.1699 — 19.04.1719)  | Шахзаде Рафі уш-Шан Бахадур (1670—1712), субадар Кабулу, 3-й син падишаха Бахадур-шаха I      |                       |
| Наваб-Разіат-ан-Ніса-бегум Сахіба, донька Шахзаде Султана Мухаммада Акбара                          | Абуль-Баракат Султан Шамс ад-дін Мухаммад Рафі-уд-Дараджат Падшах-і-Газі, Шаханшах-і-Бахр-у-Бар | 28.02.1719            | 6.06.1719             | Рафи-уд-Дараджат Шамс ад-дін Мухаммад-мірза (30.11.1699 — 19.04.1719)  |                                                                                               |                       |
| | Сахіб-і-Кіран Мухаммад Шах Ніку Сіяр Таїмур-і-Сані Падшах-і-Заман | 18.05.1719            | 13.08.1719            | Мухаммад Неку-сіяр (1679 — 12.04.1723)                                 | Шахзаде Султан Мухаммад Акбар (1657—1706), субадар Мултана, 5-й син падишаха Аламгіра I       |                       |
| Наваб-Саліма Бану-бегум Сахіба, донька Шахзаде Султана Сулаймана Шикоха, наіб-субадара Кабулу       | Сахіб-і-Кіран Мухаммад Шах Ніку Сіяр Таїмур-і-Сані Падшах-і-Заман | 18.05.1719            | 13.08.1719            | Мухаммад Неку-сіяр (1679 — 12.04.1723)                                 |                                                                                               |                       |
| | Рафі уд-Даула Султан Рафі ад-дін Мухаммад Шах Джахан II і-Сані, Падшах-і-Газі, Шаханшах-і-Бахр-у-Бар | 6.06.1719             | 19.09.1719            | Рафі уд-Даула Султан Рафі ад-дін Мухаммад-мірза (06.1696 — 19.09.1719) | Шахзаде Рафі уш-Шан Бахадур (1670—1712), субадар Кабулу, 3-й син падишаха Бахадур-шаха I      |                       |
| Наваб-Нур ан-Ніса-бегум Сахіба, донька Шайха Баки                                                   | Рафі уд-Даула Султан Рафі ад-дін Мухаммад Шах Джахан II і-Сані, Падшах-і-Газі, Шаханшах-і-Бахр-у-Бар | 6.06.1719             | 19.09.1719            | Рафі уд-Даула Султан Рафі ад-дін Мухаммад-мірза (06.1696 — 19.09.1719) |                                                                                               |                       |
| | Абуль-Фатх Захір ад-дін Мухаммад Ібрахім Шах-і-Шахан | 17.10.1720            | 13.11.1720            | Рафі аль-Кадр Султан Мухаммад Ібрахім-мірза (9.08.1703 — 31.01.1746)   | Шахзаде Рафі уш-Шан Бахадур (1670—1712), субадар Кабулу, 3-й син падишаха Бахадур-шаха I      |                       |
| Наваб-Нур ан-Ніса-бегум Сахіба, донька Шайха Баки                                                   | Абуль-Фатх Захір ад-дін Мухаммад Ібрахім Шах-і-Шахан | 17.10.1720            | 13.11.1720            | Рафі аль-Кадр Султан Мухаммад Ібрахім-мірза (9.08.1703 — 31.01.1746)   |                                                                                               |                       |
| | Абуль-Музаффар Насір ад-дін Мухаммад Шах Сахіб-і-Кіран-і-Сані Падшах-і-Газі | 27.09.1719            | 26.04.1748            | Рошан Ахтар Бахадур (17.08.1702 — 26.04.1748)                          | Шахзаде Джахан Шах Бахадур (1673—1712), субадар Малави, 6-й син падишаха Бахадур-шаха I       |                       |
| Наваб Кудсіа аль-Алькаб Хазрат-бегум Сахіба, уроджена Фахр ан-Ніса-бегум Сахіба                     | Абуль-Музаффар Насір ад-дін Мухаммад Шах Сахіб-і-Кіран-і-Сані Падшах-і-Газі | 27.09.1719            | 26.04.1748            | Рошан Ахтар Бахадур (17.08.1702 — 26.04.1748)                          |                                                                                               |                       |
| | Абу-н-Насір Муджахід ад-дін Мухаммад Ахмад Шах Бахадур Падшах-і-Газі | 26.04.1748            | 2.06.1754             | Мірза Ахмад Шах (23.12.1725 — 1.01.1775)                               | Мухаммад Шах (1702—1748), падишах Могольської імперії                                         | Делі                  |
| Байджу Сахіба Наваб Кудсіа-бегум (Кібла-і-Алам, Мумтаз-Махал Сахіба, Удхам Бай), колишня танцівниця | Абу-н-Насір Муджахід ад-дін Мухаммад Ахмад Шах Бахадур Падшах-і-Газі | 26.04.1748            | 2.06.1754             | Мірза Ахмад Шах (23.12.1725 — 1.01.1775)                               |                                                                                               | Делі                  |
| | Абуль-Аділь Азіз ад-дін Мухаммад Аламгір II Сахіб-і-Кіран Падшах-і-Газі | 2.06.1754             | 29.11.1759            | Мухаммад Азіз ад-дін Бахадур (16.06.1699 — 29.11.1759)                 | Джахандар-шах (1661—1713), падишах Могольської імперії                                        |                       |
| Ануп-Бай                                                                                            | Абуль-Аділь Азіз ад-дін Мухаммад Аламгір II Сахіб-і-Кіран Падшах-і-Газі | 2.06.1754             | 29.11.1759            | Мухаммад Азіз ад-дін Бахадур (16.06.1699 — 29.11.1759)                 |                                                                                               |                       |
| | Мухаммад Мухі аль-Міллат Шах Джахан III Падшах-і-Газі | 10.12.1759            | 10.10.1760            | Мухаммад Мухі аль-Міллат (1711 — 1772)                                 | Шахзаде Мухаммад Мухі ас-Суннат-мірза (1690—1747), онук падишаха Аламгіра I                   | Невідомо              |
| Ім'я невідоме                                                                                       | Мухаммад Мухі аль-Міллат Шах Джахан III Падшах-і-Газі | 10.12.1759            | 10.10.1760            | Мухаммад Мухі аль-Міллат (1711 — 1772)                                 |                                                                                               | Невідомо              |
| | Абдаллах Джалал ад-дін Абуль-Музаффар Хам ад-дін Мухаммах Алі Гаухар Шах Алам II Сахіб-і-Кіран Падшах-і-Газі | 24.12.1759 16.10.1788 | 29.08.1788 19.11.1806 | Мірза Абдаллах Алі Гаухар (25.06.1728 — 19.11.1806)                    | Аламґір II (1699—1759), падишах Могольської імперії                                           |                       |
| Наваб Зінат-Махал Сахіба (Білал Кунвар)                                                             | Абдаллах Джалал ад-дін Абуль-Музаффар Хам ад-дін Мухаммах Алі Гаухар Шах Алам II Сахіб-і-Кіран Падшах-і-Газі | 24.12.1759 16.10.1788 | 29.08.1788 19.11.1806 | Мірза Абдаллах Алі Гаухар (25.06.1728 — 19.11.1806)                    |                                                                                               |                       |
| | Насір ад-дін Мухаммад Кучук Джахан Шах IV Падшах-і-Газі | 29.08.1788            | 16.10.1788            | Бідар Бахт Махмуд Шах Бахадур (1749 — 1790)                            | Ахмад-шах (1725—1775), падишах Могольської імперії                                            | Невідомо              |
| Ім'я невідоме                                                                                       | Насір ад-дін Мухаммад Кучук Джахан Шах IV Падшах-і-Газі | 29.08.1788            | 16.10.1788            | Бідар Бахт Махмуд Шах Бахадур (1749 — 1790)                            |                                                                                               | Невідомо              |
| | Абу Насір Муїн ад-дін Мухаммад Акбар Шах II Сахіб-і-Кіран-і-Сані Падшах-і-Газі | 19.11.1806            | 28.09.1837            | Мірза Муїн ад-дін Мухаммад (22.04.1760 — 28.09.1837)                   | Шах Алам II (1728—1806), падишах Могольської імперії                                          |                       |
| Наваб Кудсіа-бегум Мубарак-Махал Сахіба, донька Сіраджа ад-Даули Мірзи Акбара Алі-хана Сефеві       | Абу Насір Муїн ад-дін Мухаммад Акбар Шах II Сахіб-і-Кіран-і-Сані Падшах-і-Газі | 19.11.1806            | 28.09.1837            | Мірза Муїн ад-дін Мухаммад (22.04.1760 — 28.09.1837)                   |                                                                                               |                       |
| | Абуль-Музаффар Сірадж ад-дін Мухаммад Бахадур Шах II Падшах-і-Газі | 28.09.1837            | 14.09.1857            | Мірза Абу Зафар Мухаммад Бахадур (24.10.1775 — 7.11.1862)              | Акбар Шах II (1760—1837), падишах Могольської імперії                                         | Дагоун, Янгон, М'янма |
| Кудсіа-бегум Сахіба, раніше відома як Лал Бай (Каллу Бай)                                           | Абуль-Музаффар Сірадж ад-дін Мухаммад Бахадур Шах II Падшах-і-Газі | 28.09.1837            | 14.09.1857            | Мірза Абу Зафар Мухаммад Бахадур (24.10.1775 — 7.11.1862)              |                                                                                               | Дагоун, Янгон, М'янма |